# Cyrtoneurina conspersa
Cyrtoneurina conspersa är en tvåvingeart som först beskrevs av Stein 1911.  Cyrtoneurina conspersa ingår i släktet Cyrtoneurina och familjen husflugor. Inga underarter finns listade i Catalogue of Life.